# Herb Chęcin
Herb Chęcin – jeden z symboli miasta Chęciny i gminy Chęciny w postaci herbu.

## Wygląd i symbolika
Herb przedstawia w polu czerwonym blankowany mur srebrny z trzema takimiż wieżami, z których środkowa wyższa od pozostałych. Każda z wież ma po jednym oknie łukowym. Mur z bramą, z otwartymi srebrnymi podwojami i podniesioną złotą broną, okucia podwoi czarne.

## Historia

Herb Chęcin do 2019 r.

Herb nawiązuje do historycznego herbu Chęcin z okresu I Rzeczypospolitej, zachowanego na pieczęci miasta pochodzącej najprawdopodobniej z II poł. XVI w.
Do 2019 r. miasto używało herbu przedstawiającego w polu czerwonym srebrny zamek z otwartą bramą, o dwóch wieżach krytych trzema spiczastymi daszkami i o jednym oknie każda, pomiędzy którymi mur z arkadami. Herb w takim kształcie nadała Chęcinom kancelaria króla Augusta III Sasa, w miejsce poprzedniego, którego wzór zaginął wraz z pieczęcią miejską w czasie wojen szwedzkich i zarazy. Obecnie wiadomo z odnalezionego dokumentu, że pierwotny wzór herbu Chęcin nadany wraz z prawami miejskimi przez Władysława Łokietka przedstawiał zamek o trzech wieżach.
29 października 2019 roku Rada Miejska ustanowiła nowy wzór herbu z trzema wieżami